# ألان سميث (لاعب كرة قدم مواليد 1939)
ألان سميث (بالإنجليزية: Alan Smith)‏ هو لاعب كرة قدم بريطاني في مركز الدفاع، ولد في 8 يونيو 1939 في بيركنهيد ‏ في المملكة المتحدة، وتوفي في 7 سبتمبر 2016 في توركاي في المملكة المتحدة. لعب مع نادي توركي يونايتد.